# 15417 Babylon
15417 Babylon è un asteroide della fascia principale. Scoperto nel 1998, presenta un'orbita caratterizzata da un semiasse maggiore pari a 3,9590746 UA e da un'eccentricità di 0,0492638, inclinata di 3,21100° rispetto all'eclittica.
Prende nome dall'antica città di Babilonia.